# Shay Given
Shay Given, född (20 april 1976 i Lifford), är en irländsk före detta fotbollsmålvakt. Han har tidigare spelat för Irlands landslag. Han är hjälptränare i Derby County.

## Klubbkarriär
Shay Given kom med i årets lag i Premier League säsongen 2005–2006 och är ansedd som en av världens bästa målvakter. Efter att under 12 år gjort fler än 350 ligamatcher i Newcastle köptes han i januari 2009 av Manchester City. Den 18 juli 2011 skrev Given på ett femårskontrakt med Aston Villa för en hemlig summa.
Den 10 juli 2015 värvades Given av Stoke City, där han skrev på ett tvåårskontrakt. Efter säsongen 2016/2017 fick Given lämna klubben.

## Tränarkarriär
I juni 2018 blev Given anställd som målvaktstränare i Derby County under nya huvudtränaren Frank Lampard. Han behöll sitt uppdrag som målvaktstränare när Phillip Cocu blev ny huvudtränare i juli 2019. I november 2020 blev Cocu avskedad och Given var då en del av en tillfällig tränarkvartett med Wayne Rooney, Liam Rosenior och Justin Walker som tog över klubben. Efter två matcher ihop blev det klart att endast Rooney skulle ta över rollen som huvudtränare. Den 15 januari 2021 fick Given en roll som hjälptränare i A-laget.